# Nationalpark Manda
Der Nationalpark Manda (fr.: Parc National de Manda) ist ein 1.140 km² großes Schutzgebiet in der Provinz Moyen-Chari im Süden des Tschad. Er liegt nordwestlich der Stadt Sarh, seine nordöstliche Grenze bildet der Schari, die südwestliche Grenze die Fernverkehrsstraße Sarh–N’Djamena.
Er liegt im Vegetationsgürtel der Östlichen Sudan-Savanne und wird zu 66 % von Buschsavannen, zu 31 % von Wäldern und zu 2 % von Grassavannen bedeckt. Am Schari finden sich größere Überflutungszonen die mit großen Grassavannen bedeckt sind. Die Regenzeit beginnt im April und der Nationalpark erhält rund 1000 mm Niederschlag pro Jahr.
Ursprünglich wurde er bereits 1953 als Naturschutzgebiet eingerichtet, seinen Status als Nationalpark erhielt er 1965. Der Nationalpark wurde errichtet, um die Bestände der Riesen-Elenantilope (Taurotragus derbianus) zu schützen. Der Bestand im Park ist zwar erloschen, in der westlich gelegenen Goundi-Region konnte die Art aber erhalten werden. Die Bestände von Großsäugern bewegen sich auf niedrigem Niveau. Ein Vorkommen des Afrikanischen Wildhundes (Lycaon pictus) wird als sicher angenommen. Während der Trockenzeit wird der Nationalpark von zahlreichen Nutztieren beweidet, trotzdem gilt die Vegetation als relativ intakt.
Im Jahre 1997 wurden Erhebungen der Avi-Fauna erstellt und es konnten Bestände des Rotmaskenastrild (Pytilia hypogrammica), des Buschsperlings (Petronia dentata), des Gambagaschnäppers (Muscicapa gambagae), des Ringstares (Grafisia torquata), des Prachtglanzstars (Lamprotornis purpureus), des Weißaugendrosslings (Turdoides reinwardii), der Graukappen-Eremomela (Eremomela pusilla), des Rostcistensängers (Cisticola rufus), der Senegalbeutelmeise (Anthoscopus parvulus), des Schwarzbrust-Furchenschnabel (Lybius rolleti) und des Grünstirnspints (Merops bulocki) aufgezeichnet werden.

## Quelle
- BirdLife International: Manda National Park. Abgerufen am 17. Januar 2022.
- Nationalpark Manda in der World Database on Protected Areas (englisch)